# سانتياغو (الفلبين)
سانتياغو (بالإنجليزية: City of Santiago )‏ هي مدينة في الفلبين، تتبع ايزابلا، بلغ عدد سكانها 134,830  نسمة في 2015، تبلغ مساحتها 255.50 كيلومتر مربع، رمزها البريدي هو 3311.

## الموقع
تشترك في الحدود مع:
- Ramon, Isabela [الإنجليزية]‏.

## مدن توأم
المدن التوأم:
- روستاوي (منذ 2014).

## أعلام
- فلورنسا فينش